# Royal Bank of Scotland
The Royal Bank of Scotland Plc (szk. Banca Rìoghail na h-Alba) – spółka grupy bankowej Royal Bank of Scotland Group, która wraz z bankiem NatWest obsługuje bankowość detaliczną w Wielkiej Brytanii. RBS ma około 700 oddziałów, głównie w Szkocji, jak również w większych miastach Anglii i Walii. The Royal Bank of Scotland został powołany do pozyskiwania funduszy dla unionistów w czasach powstań szkockich. W latach 2009–2020 posiadał spółkę-córkę w Polsce, RBS Bank (Polska) S.A.

## Banknoty
The Royal Bank of Scotland nadal drukuje swoje banknoty, funty szkockie, wraz z Clydesdale Bank i Bank of Scotland. Obecne wzory banknotów ukazują Archibalda Campbella, księcia Argyll, pierwszego gubernatora banku, na awersie i jako znak wodny, i szkockie zamki na rewersie.
Obecnie w obiegu są następujące banknoty:
- 1 funt – Zamek w Edynburgu
- 5 funtów – Zamek Culzean
- 10 funtów – Zamek Glamis
- 20 funtów – Zamek Brodick
- 50 funtów – Zamek Inverness
- 100 funtów – Zamek Balmoral

Czasami The Royal Bank of Scotland wydaje banknoty upamiętniające ważne wydarzenia, jak np. banknot 20-funtowy z okazji setnych urodzin Królowej matki w 2000 czy też banknot 5-funtowy z okazji ostatniego występu Jacka Nicklausa na polu St Andrews w 2005. Banknoty te są raczej obiektem kolekcjonerskim i rzadko można je spotkać w codziennym użyciu.

## Kryzys w 2008 r.
Po ogłoszeniu prognozy strat za 2008 r. w wysokości 41 mld funtów i zastąpieniu akcji uprzywilejowanych akcjami zwykłymi przez rząd brytyjski Royal Bank of Scotland stanie się prawie całkowicie własnością państwową.